# Allophaiomys pliocaenicus
Espèce
Synonymes
- † Microtus pliocaenicus (Kormos, 1933)
- † Phaiomys pliocaenicus

Allophaiomys pliocaenicus est une espèce fossile de rongeurs de la famille des Cricetidae.

## Distribution et époque
Ce campagnol a été découvert au Canada (Saskatchewan), en Espagne, aux États-Unis (Colorado, Dakota du Sud, Kansas, Nevada, Texas, Utah et Virginie-Occidentale), en France, en Grèce, en Hongrie, en Italie, au Kazakhstan, en République tchèque, en Roumanie, en Russie et en Ukraine. Il vivait à l'époque du Pliocène jusqu'au Pléistocène.

## Étymologie
L'épithète spécifique est nommée en référence à l'époque géologique où les premiers fossiles ont été décrits, le Pliocène.

## Taxinomie
Cette espèce a été décrite pour la première fois en 1932 par le scientifique hongrois Tivadar Kormos. Elle a porté les noms de Microtus pliocaenicus et Phaiomys pliocaenicus.

## Publication originale
- (de) Kormos, 1932 : « Neue Wühlmause aus dem Oberpliozän von Püspökfürdo ». Neues Jahrbuch für Mineralogie, Geologie und Paläontologie, vol. 69, no B, p. 323-346 (consulté le 19 octobre 2013).